# Поліція (фільм, 1985)
«Поліція» («Police») — французька кримінальна кінодрама 1985 року, знята режисером Морісом Піалою, з Жераром Депардьє і Софі Марсо у головних ролях.

## Сюжет
Фільм про поліцейського Луї Венсана Манжена (Депардьє), який, займаючись справою про торговців наркотиками з Тунісу, знайомиться з дивною і непередбачуваною дівчиною Норією (Марсо), яка пов'язана з торговцями. Спочатку поліцейський відкриває проти неї справу за співучасть, але за кілька місяців її випускають із в'язниці, вони випадково зустрічаються, і поліцейський закохується в неї. Проблема в тому, що вона обманює всіх, і герой Депардьє не є винятком…

## У ролях
- Жерар Депардьє — Луї Венсан Манжен
- Софі Марсо — Норія
- Рішар Анконіна — Ламбер
- Паскаль Рокар — Марі Ведре
- Сандрін Боннер — Лідія
- Франк Карої — Рене
- Джонатан Лейна — Сімон
- Жак Мато — Готьє
- Бернар Фюзельє — Не Кассе
- Бентахар Меаачо — Клод
- Ян Деде — Деде
- Артюс де Пенгерн — інспектор
- Моріс Піала — епізод

## Знімальна група
- Режисер — Моріс Піала
- Сценарій — Катрін Брейя, Сільві Дантон, Жак Ф'єскі, Моріс Пьяла
- Продюсер — Еммануель Шлюмбергер
- Композитор — Генрик Миколай Гурецький
- Оператор — Лучано Товолі
- Монтаж — Ян Деде